# Кезенешть (Мілкою, Вилча)
Кезенешть, Кезенешті (рум. Căzănești) — село у повіті Вилча в Румунії. Входить до складу комуни Мілкою.
Село розташоване на відстані 145 км на північний захід від Бухареста, 9 км на південний схід від Римніку-Вилчі, 96 км на північний схід від Крайови, 111 км на південний захід від Брашова.

## Населення
За даними перепису населення 2002 року у селі проживали 114 осіб, усі — румуни. Усі жителі села рідною мовою назвали румунську.